# Eriocaulon melanocephalum
Eriocaulon melanocephalum är en gräsväxtart som beskrevs av Carl Sigismund Kunth. Eriocaulon melanocephalum ingår i släktet Eriocaulon och familjen Eriocaulaceae. Inga underarter finns listade i Catalogue of Life.